# دهستان حسامی
دهستان حسامی، یکی از دهستان‌های بخش مرکزی شهرستان سرچهان در استان فارس ایران است. مرکز این دهستان، روستای جمال‌آباد است.

## جمعیت
بر پایه سرشماری عمومی نفوس و مسکن در سال ۱۳۹۵، جمعیت دهستان حسامی برابر با ۱٬۷۹۱ نفر بوده است.